# Comunità ebraica di Viterbo
Viterbo fu sede, dal XIII al XVI secolo, di una fiorente comunità ebraica, oggi scomparsa. 
Il primo documento certo attestante la presenza di ebrei nella cittadina risale al 1272.
Nei secoli successivi la comunità crebbe di numero e di importanza, dando i natali a poeti, medici e rabbini. Gli ebrei risiedevano in contrada San Biagio, dove esistevano due sinagoghe, delle quali non restano tracce. 
Il decreto pontificio di espulsione del 1569 sancì la fine della fiorente comunità. Il suo ricordo rimane tuttora nel cognome Viterbo, mantenuto da alcune famiglie ebraiche italiane.